# Street-Legal
Pour les articles homonymes, voir Street Legal.
Albums de Bob Dylan
Masterpieces
(1978) At Budokan
(1979)
Street-Legal est le dix-huitième album studio de Bob Dylan, sorti en 1978.

## Historique
Bob Dylan utilise pour la première fois des chœurs gospel sur la plupart de ses titres. Une des chanteuses, Helena Springs, deviendra sa nouvelle relation amoureuse.

## Réception
L'album, le premier à ne pas atteindre le top 10 aux États-Unis, connaît un succès modéré dans ce pays. Il est mieux reçu en Europe, se classant no 2 des ventes au Royaume-Uni où il devient disque de platine. La tournée européenne qui suit l'album est un triomphe, avec notamment le concert du 15 juillet 1978 à l'aéroport désaffecté de Blackbushe devant 250 000 spectateurs.

## Titres
Toutes les chansons sont écrites et composées par Bob Dylan.
| 1. | Changing of the Guards | 7:04 |
| 2. | New Pony               | 4:40 |
| 3. | No Time to Think       | 8:23 |
| 4. | Baby, Stop Crying      | 5:21 |

| 5. | Is Your Love in Vain?                              | 4:34 |
| 6. | Señor (Tales of Yankee Power)                      | 5:44 |
| 7. | True Love Tends to Forget                          | 4:16 |
| 8. | We Better Talk This Over                           | 4:04 |
| 9. | Where Are You Tonight? (Journey Through Dark Heat) | 6:15 |

## Musiciens

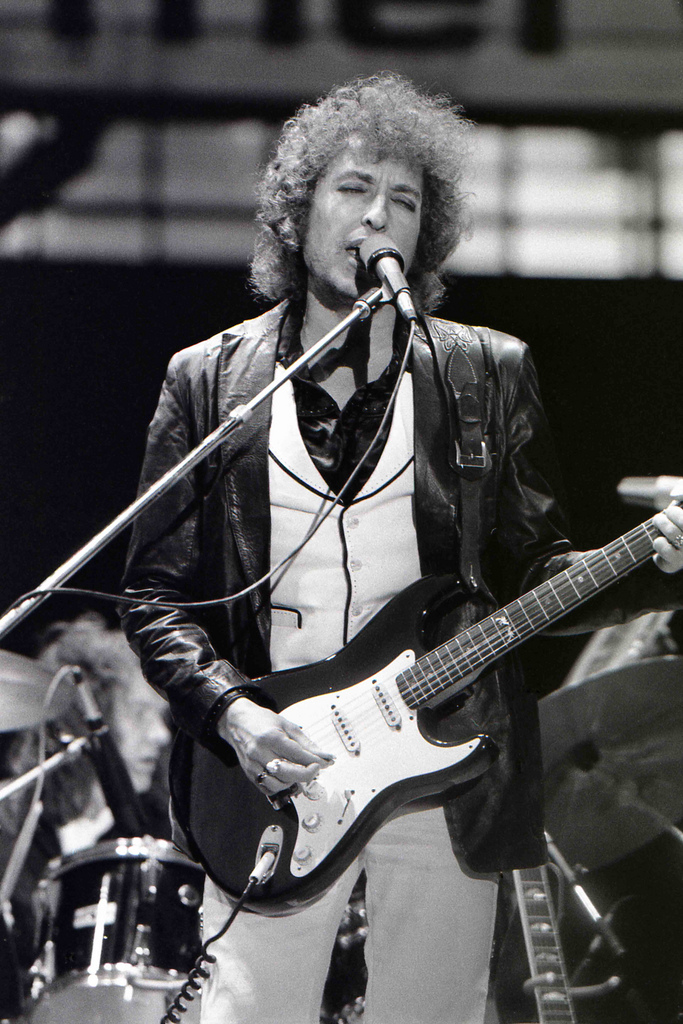
Bob Dylan sur scène en 1978.

- Bob Dylan : guitare, harmonica, claviers, chant
- Ian Wallace : batterie
- Jerry Scheff : basse
- Billy Cross : guitare
- Alan Pasqua (en) : clavier
- Bobbye Hall (en) : percussions
- Steve Douglas : saxophone
- Steven Soles (en) : guitare, chant
- David Mansfield : violon, mandoline
- Carolyn Dennis (en), Jo Ann Harris, Helena Springs : chœurs
- Steve Madaio : trompette sur Is Your Love in Vain?

## Production
- Don de Vito : producteur
- Arthur Rosato : assistant producteur
- Mary Alice Artes : Queen Bee
- Ava Megna : Secretary of Goodwill
- Larry Kegan : Champion of All Causes
- Biff Dawes : ingénieur du son
- Stan Kalina : ingénieur